# Gerben Karstens

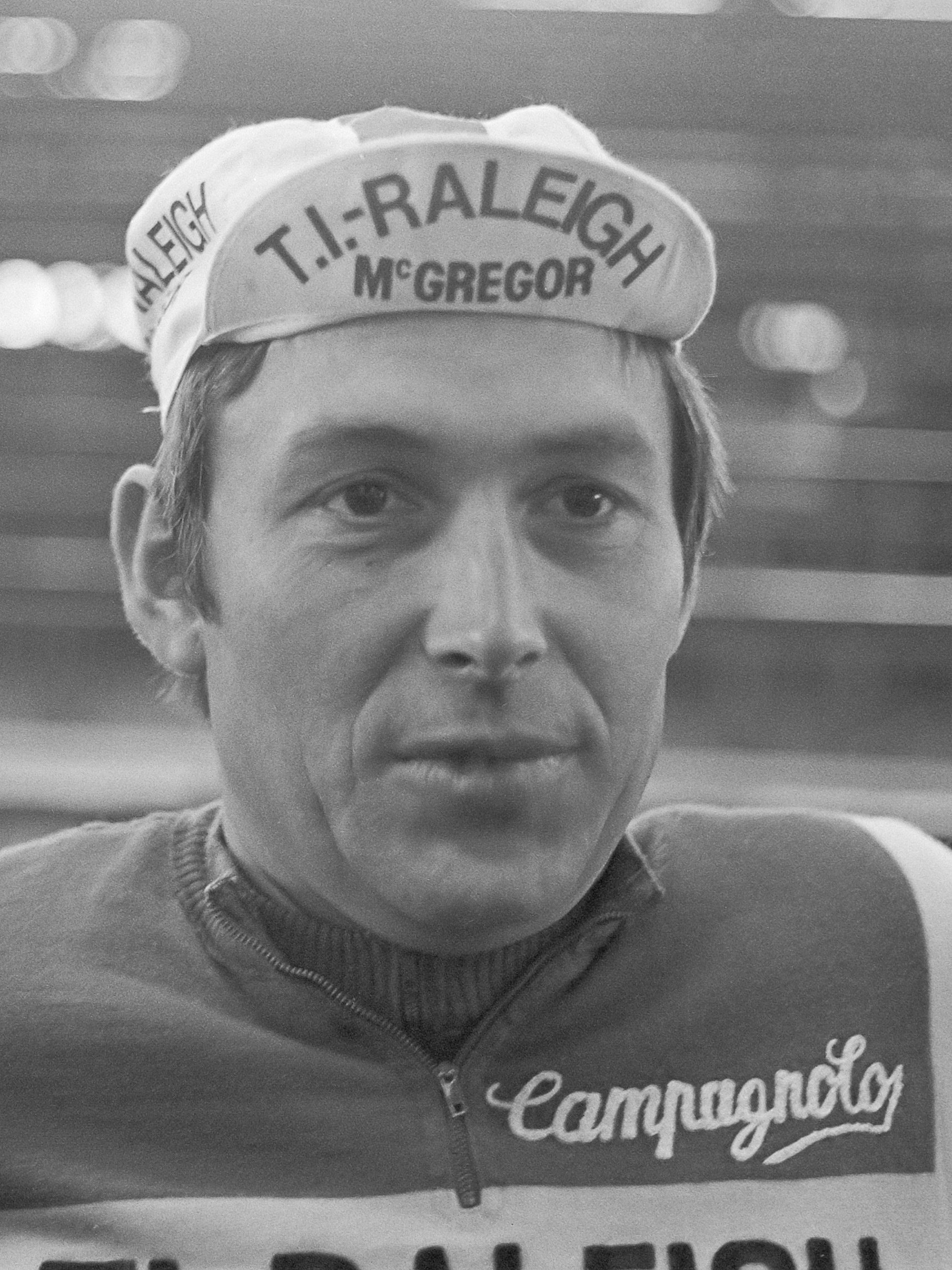
Gerben Karstens en 1978

Gerben Karstens (Voorburg, 14 de enero de 1942-Dongen, 8 de octubre de 2022) fue un ciclista neerlandés, profesional entre 1965 y 1980, cuyos mayores éxitos deportivos los logró en las Grandes Vueltas al obtener 14 victorias de etapa Vuelta a España, 6 victorias de etapa en el Tour de Francia y 1 victoria de etapa en el Giro de Italia.
Antes de iniciar su carrera profesional logró la medalla de oro en los Juegos Olímpicos de 1964 en la prueba de contrarreloj por equipos junto a sus compatriotas Evert Dolman, Jan Pieterse y Bart Zoet.

## Palmarés
| 1964 - Vuelta a Holanda Septentrional - Tour de Overijssel 1965 - 1 etapa del Tour de Francia - 1 etapa de la Vuelta a los Países Bajos - París-Tours 1966 - 2 etapas del Tour de Francia - 3 etapas de la Vuelta a España - Campeonato de los Países Bajos en Ruta - 1 etapa de la Dauphiné Libéré - 1 etapa de la París-Luxemburgo - 1º en el Critérium de As - 1º en el Acht van Chaam 1967 - 4 etapas de la Vuelta a España - 1 etapa de la Vuelta a Suiza 1968 - G. P. de Fourmies 1969 - 1 etapa de los Cuatro Días de Dunkerque - 3.º en el Campeonato de los Países Bajos en Ruta 1970 - 1 etapa de la Vuelta a Bélgica 1971 - 1 etapa del Tour de Francia - 1 etapa de la Vuelta a España - 1 etapa de la Vuelta a Suiza - 3.º en el Campeonato de los Países Bajos en Ruta | 1972 - 1 etapa del Giro de Cerdeña - 1 etapa de la Vuelta a Suiza 1973 - 4 etapas de la Vuelta a España - 1 etapa del Giro de Italia - 3.º en el Campeonato de los Países Bajos en Ruta - Omloop van het Waasland - Critérium de As 1974 - 1 etapa de la Vuelta a España - 2 etapas de la Semana Catalana - Tour de Haut-Var - Niza-Seillans 1975 - 1 etapa de la Tour de Luxemburgo 1976 - 2 etapas del Tour de Francia - 1 etapa de la Vuelta a España - 4 etapas de la Vuelta a Andalucía 1977 - 1 etapa de la Vuelta a los Países Bajos |